# Jewish Voice for Peace
 (octobre 2024).
La mise en forme du texte ne suit pas les recommandations de Wikipédia : il faut le « wikifier ».
Les points d'amélioration suivants sont les cas les plus fréquents. Le détail des points à revoir est peut-être précisé sur la page de discussion.
- Les titres sont pré-formatés par le logiciel. Ils ne sont ni en capitales, ni en gras.
- Le texte ne doit pas être écrit en capitales (les noms de famille non plus), ni en gras, ni en italique, ni en « petit »…
- Le gras n'est utilisé que pour surligner le titre de l'article dans l'introduction, une seule fois.
- L'italique est rarement utilisé : mots en langue étrangère, titres d'œuvres, noms de bateaux, etc.
- Les citations ne sont pas en italique mais en corps de texte normal. Elles sont entourées par des guillemets français : « et ».
- Les listes à puces sont à éviter, des paragraphes rédigés étant largement préférés. Les tableaux sont à réserver à la présentation de données structurées (résultats, etc.).
- Les appels de note de bas de page (petits chiffres en exposant, introduits par l'outil «  Source ») sont à placer entre la fin de phrase et le point final[comme ça].
- Les liens internes (vers d'autres articles de Wikipédia) sont à choisir avec parcimonie. Créez des liens vers des articles approfondissant le sujet. Les termes génériques sans rapport avec le sujet sont à éviter, ainsi que les répétitions de liens vers un même terme.
- Les liens externes sont à placer uniquement dans une section « Liens externes », à la fin de l'article. Ces liens sont à choisir avec parcimonie suivant les règles définies. Si un lien sert de source à l'article, son insertion dans le texte est à faire par les notes de bas de page.
- La présentation des références doit suivre les conventions bibliographiques. Il est recommandé d'utiliser les modèles {{Ouvrage}}, {{Chapitre}}, {{Article}}, {{Lien web}} et/ou {{Bibliographie}}. Le mode d'édition visuel peut mettre en forme automatiquement les références.
- Insérer une infobox (cadre d'informations à droite) n'est pas obligatoire pour parachever la mise en page.

Pour une aide détaillée, merci de consulter Aide:Wikification.
Si vous pensez que ces points ont été résolus, vous pouvez retirer ce bandeau et améliorer la mise en forme d'un autre article.
Jewish voice for peace ( JVP ; hébreu : קוֹל יְהוּדִי לַשָּׁלוֹם), est une organisation juive américaine antisioniste de gauche qui dénonce l'occupation des territoires palestiniens par Israël et soutient la campagne de boycott, désinvestissement et sanctions (BDS) contre Israël.
EIle attribue  l’attaque menée par le Hamas contre Israël en 2023 à la politique israélienne et a appelé les États-Unis à retirer leur soutien militaire à Israël. Le groupe a fait face à des critiques et a été suspendu de l'université Columbia et de l'université George-Washington,.

## Histoire
La JVP a été fondée en 1996 par Julie Iny, Rachel Eisner et Julia Caplan, étudiantes à l'Université de Californie à Berkeley,.
En 2011, le groupe affirmait compter 600 membres cotisants, chiffre qui était passé à 9 000 en 2015 et à plus de 23 000 en 2024.

## Financement
Jewish Voice for Peace a reçu des dons importants d'organisations philanthropiques affiliées à George Soros, à la Fondation Kaphan et au Rockefeller Brothers Fund,. Le Rockefeller Brothers Fund a notamment renouvelé son aide à JVP en 2017 avec un apport de 140 000 dollars, puis lui a donné près d'un demi-million de dollars entre 2019 et 2023,.

## Vues
Nombre des membres de la JVP  considèrent que les opinions des groupes juifs libéraux, même pacifistes, sont inadéquates. Ses opinions sont décrites comme de gauche,,,, spécifiquement d'extrême gauche,,,, et l'organisation est décrite par le New York Times comme l'un des groupes les plus professionnalisés de la gauche pro-palestinienne. JVP a notamment organisé des manifestations en 2023 comme l'occupation de la statue de la liberté et de la gare de Grand Central Terminal, les coordonnant pour un impact maximal. Selon sa directrice politique, il est impossible de s'identifier à la fois comme sioniste et progressiste. Contrairement aux organisations dirigées par des Palestiniens comme Within Our Lifetime, Jewish Voice for Peace cherche à travailler au sein du Parti démocrate pour déplacer la position du parti vers la gauche sur le conflit israélo-palestinien et pour mettre fin à son soutien à Israël.
La JVP critique ce qu'il décrit comme les « graves violations des droits de l'homme auxquelles Israël se livre chaque jour ».

### Sionisme
La JVP a soutenu le droit au retour des Palestiniens en 2015, mais n’a pas fourni de détails sur la manière dont Israël resterait une patrie juive. En 2019, la JVP s’est déclaré antisioniste, affirmant que le sionisme contemporain était devenu un mouvement colonial de peuplement et qu’Israël était devenu un État d’apartheid. L'organisation considère le sionisme comme un mouvement dirigé par les Ashkénazes, dont les racines se trouvent en Europe, qui a créé une « hiérarchie raciste » qui a effacé l'histoire des communautés juives du monde arabe, d'Afrique du Nord et d'Afrique de l'Est,,.
Elle soutient un État indépendant pour les Palestiniens.

### Boycott, désinvestissement et sanctions
Le 20 février 2015, la JVP a soutenu le mouvement Boycott, Désinvestissement et Sanctions (BDS) après avoir précédemment soutenu le désinvestissement sélectif des entreprises opérant dans les territoires occupés par Israël,.
La JVP déclare : « La JVP rejette l'affirmation selon laquelle le BDS est intrinsèquement antisémite, et nous encourageons la discussion au sein de notre propre communauté et en dehors de celle-ci sur le mouvement BDS en pleine croissance. » La JVP justifie son soutien au mouvement en faisant valoir que le BDS fournit un véhicule permettant aux individus du monde entier dans la diaspora juive d'apporter un véritable changement en menaçant dans leurs choix de consommation de réduire les profits de toute entreprise qui, par ses activités, renforce l'occupation des territoires palestiniens par Israël. Gal Beckerman de The Forward a écrit que « c'est un groupe qui a fait preuve d'une habileté de guérilla dans la mise en place d'actions qui font passer son message à un public national plus large. Dans son utilisation du BDS, par exemple, la JVP a pris position différemment de ceux qui ciblent toutes les entités liées à Israël, ce qui pour de nombreux juifs implique un rejet de la légitimité même d'Israël. La JVP cible plutôt uniquement les entités impliquées d'une manière ou d'une autre dans l'occupation de la Cisjordanie par Israël. » La directrice exécutive de la JVP, Rebecca Vilkomerson, a déclaré : « Nous nous sentons connectés au mouvement mondial BDS. Nous nous considérons comme faisant partie de celui-ci. », 

### Guerre entre Israël et le Hamas
Jewish Voice for Peace a attribué l'attaque du Hamas contre Israël en 2023 à « l'apartheid et à l'occupation israélienne, ainsi qu'à la complicité des États-Unis dans cette oppression ». L'organisation a déclaré : « Inévitablement, les peuples opprimés partout dans le monde chercheront et obtiendront leur liberté. » et a appelé le gouvernement américain à « prendre immédiatement des mesures pour retirer le financement militaire d'Israël et à tenir le gouvernement israélien responsable de ses violations flagrantes des droits de l'homme et de ses crimes de guerre contre les Palestiniens. » Après l'attaque, l'organisation a mis un « j'aime » à une publication sur les réseaux sociaux qui célébrait « la dernière vague de résistance sans précédent » des Palestiniens. Interrogée par The Forward, l'organisation a retiré son soutien à la publication en question. Jewish Voice for Peace a utilisé un langage exhortant les législateurs à examiner la « cause profonde » de l'attaque du Hamas, qui, selon eux, est Israël. Le Forward a écrit que c'était une façon pour l'organisation de « reconnaître à quel point la plupart des observateurs trouvaient répréhensibles les attaques contre les civils, tout en gardant leur plaidoyer axé sur la pression exercée sur le gouvernement israélien pour qu'il fasse des concessions ».
Jewish Voice for Peace, en collaboration avec IfNotNow, a organisé un rassemblement le 16 octobre 2023 à Washington, DC, appelant à un cessez-le-feu dans la guerre à Gaza depuis 2023 et au soutien du président américain Joe Biden à un cessez-le-feu. Parmi les intervenants se trouvait l'acteur Wallace Shawn. Le 27 octobre, des manifestants organisés par Jewish Voice for Peace ont occupé la Gare de Grand Central Terminal à New York, appelant à un cessez-le-feu et portant des t-shirts sur lesquels était écrit « Pas en notre nom ». Le 6 novembre, environ 500 membres de l'organisation à New York  ont participé à une occupation devant la Statue de la Liberté pour exiger un cessez-le-feu. La photographe Nan Goldin s'est adressée à la manifestation en déclarant : « Tant que les habitants de Gaza hurlent, nous devons crier plus fort, peu importe qui tente de nous faire taire. »
Depuis novembre 2023, la section de l'organisation à l'Université de Columbia est suspendue. L'université a déclaré que Jewish voice for Peace  et les Étudiants pour la justice en Palestine avaient enfreint les politiques de l'université, se livrant à une « rhétorique menaçante et à des intimidations », ce qui a conduit à la suspension des clubs.
En novembre 2023, l'Anti-Defamation League a classé les manifestations anti-guerre menées par des groupes juifs, dont Jewish Voice for Peace et IfNotNow, comme « anti-israéliennes », ajoutant les manifestations à une base de données documentant la montée de l'antisémitisme aux États-Unis. Le PDG de l'ADL, Jonathan Greenblatt, a qualifié ces organisations juives de « groupes de haine » et a assimilé l'antisionisme à l'antisémitisme. Cela a conduit à des critiques contre l'ADL, y compris de la part de son propre personnel, dont l'un a démissionné en signe de protestation, déclarant : « C'étaient des Juifs que nous [l'ADL] diffamions, donc cela m'a semblé extrêmement, extrêmement déroutant et frustrant. Et il est plus difficile d'en parler lorsque toute critique d'Israël, ou quiconque critique Israël, devient simplement un terroriste. »
En août 2024, il a été signalé que l'Université George Washington avait suspendu sa section JVP ainsi que d'autres groupes d'étudiants pro-palestiniens. Cette suspension fait suite à la projection de messages tels que « Gloire à nos martyrs » et « Libérez la Palestine du fleuve à la mer » sur les bâtiments du campus par des étudiants pro-palestiniens à l'automne 2023. La JVP avait exprimé son soutien aux messages affichés lors de ces manifestations.
Après que l'armée israélienne a tué le chef du Hezbollah Hassan Nasrallah au Liban en septembre 2024, Instagram a supprimé les publications du JVP pour avoir violé ses directives en partageant des publications en soutien à Nasrallah.

## Activités

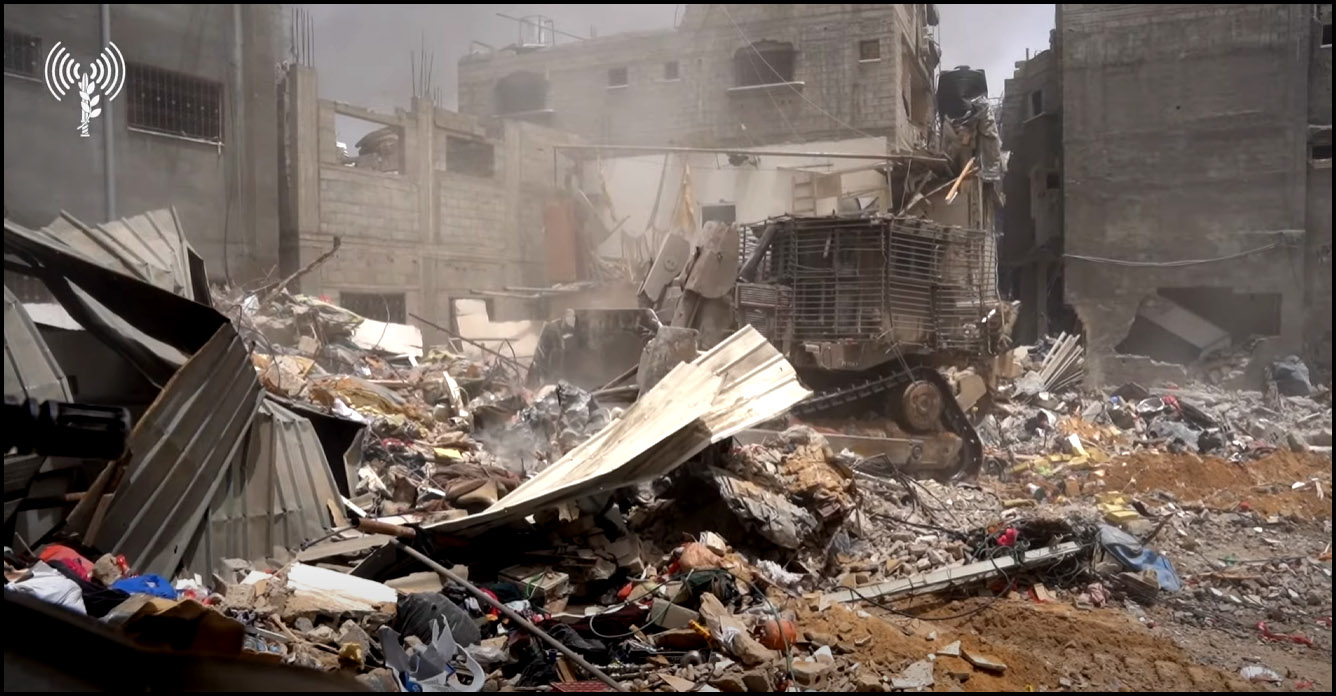
Décombres

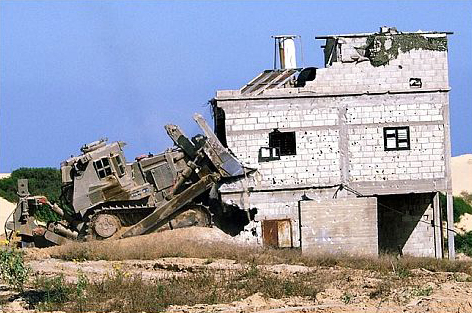
Un Caterpillar D9L de l'armée israélienne rase une maison dans la bande de Gaza

En 2004 et 2005, Jewish voice for Peace a protesté contre Caterpillar Inc. pour avoir vendu des bulldozers à Israël, et a déclaré que l'utilisation par Israël des bulldozers blindés D9 en Cisjordanie et dans la bande de Gaza constituait une violation des droits de l'homme et du code de conduite commerciale de Caterpillar. Avec quatre groupes chrétiens, l'organisation a présenté une résolution d’actionnaires demandant à Caterpillar de réexaminer ses ventes de bulldozers à Israël. La résolution a été rejetée par 97 pour cent des voix lors de l'assemblée générale des actionnaires de Caterpillar en 2005. JVP a continué à présenter des résolutions d'actionnaires lors des assemblées générales des actionnaires de Caterpillar chaque année depuis 2005. En 2010, la résolution a recueilli 20 % des voix.
En juin 2010, la JVP a lancé une campagne de boycott contre le fonds de pension TIAA-CREF pour avoir investi dans des entreprises actives dans les territoires occupés par Israël en Cisjordanie,. La JVP cite comme sociétés impliquées : Caterpillar, Elbit, Veolia, Motorola et Northrop Grumman,. La JVP affirme que TIAA a refusé à ses souscripteurs de décider par eux-mêmes s'il veulent assurer leur retraite « avec l’aide de bulldozers Caterpillar D-9 pour démolir les maisons palestiniennes », ou avec l'aide de « décharges Veolia sur les terres de Cisjordanie et de systèmes de surveillance Elbit sécurisant les colonies » israéliennes.
En septembre 2010, des artistes israéliens sont venus à la JVP pour demander le soutien des États-Unis au boycott artistique du théâtre de la ville d'Ariel, dans les territoires occupés par Israël. La JVP a rédigé une déclaration qui a été signée par plus de 150 professionnels du théâtre et du cinéma. Concernant l'importance de cette action, la JVP a déclaré que c'était « la première fois que des personnalités aussi influentes tiraient un trait sur la normalisation des colonies qui sont illégales selon le droit international et qui constituent l'un des principaux obstacles à une paix durable entre Israéliens et Palestiniens ».
En juin 2014, lorsque l'Assemblée générale de l'Église presbytérienne (États-Unis) a voté la cession de ses actions dans Caterpillar, Hewlett-Packard et Motorola Solutions pour protester contre « les profits que les entreprises tirent de l'occupation israélienne des territoires palestiniens et faire pression sur Israël pour qu'il se retire », les membres du JVP ont assisté à la convention de l'Église et ont soutenu la mesure de désinvestissement. La rabbin Alissa Wise, codirectrice de l'organisation de la JVP, a déclaré aux presbytériens que pour elle, le désinvestissement « aide les Palestiniens à renforcer leur pouvoir. Ainsi, Israël est convaincu, non par la force, mais par un consensus mondial, que quelque chose doit changer ».

### Démonstrations
En 2006, Jewish voice for Peace a aidé à organiser une manifestation devant une réunion du Comité des affaires publiques américano-israéliennes (AIPAC) à Sacramento, en Californie. L'objectif déclaré de la manifestation était de démontrer que l'AIPAC ne représente pas les points de vue de tous les Juifs américains concernant Israël. En tant que membre d'une coalition de plus de 100 organisations, Jewish voice for Peace a participé à la conférence Move Over AIPAC 2011.
Le 25 février 2007, la JVP était l'un des douze groupes qui ont parrainé une manifestation à Teaneck, dans le New Jersey, contre la vente de maisons dans les colonies israéliennes en Cisjordanie. Les organisations ont déclaré que dans le passé, ces maisons étaient « vendues exclusivement aux Juifs » et que les Palestiniens n'étaient pas autorisés à les acheter « en raison de leur religion et de leur appartenance ethnique ». Les groupes ont déclaré que la vente de la maison, qui a eu lieu à la Congrégation Bnai Yeshurun à Teaneck, pourrait violer le droit international et les lois du New Jersey contre les pratiques de vente discriminatoires,.
La position de la JVP sur le conflit entre Israël et Gaza de 2008-2009 était que les actions d'Israël étaient « un programme opportuniste pour un gain politique à court terme au prix d'un immense coût en vies palestiniennes » qui sont « illégales et immorales et devraient être condamnées dans les termes les plus forts possibles ». L'organisation a participé à des marches et à des manifestations condamnant Israël dans de nombreuses villes, notamment à Racine, dans le Wisconsin, et à Seattle.
La Déclaration des Jeunes Juifs est un projet créé par de jeunes dirigeants de Jewish voice for Peace. Young Jewish and Proud a fait ses débuts à l'Assemblée générale juive de 2010 lorsque cinq de ses membres ont perturbé le discours du Premier ministre israélien Benjamin Netanyahu,,,,.
En 2020, Jewish voice for Peace, sous la modération du rabbin Alissa Wise, a organisé un panel virtuel sur l'antisémitisme avec Marc Lamont Hill, Barbara Ransby, Peter Beinart et Rashida Tlaib comme intervenants. Ils se sont prononcés contre l'utilisation de l'antisémitisme pour qualifier le plaidoyer en faveur de la Palestine, tout en attribuant en outre à la droite le rôle de principale source d'antisémitisme, citant comme exemple la fusillade de la synagogue de Poway en 2019.

### Publication
En 2004, Jewish voice for Peace a publié un recueil d’essais intitulé Reframing Anti-Semitism: Alternative Jewish Perspectives . Parmi les sujets abordés figuraient l’antisémitisme et les stéréotypes sur les Juifs dans l’Amérique moderne. Il a fait valoir que la gauche juive et les critiques de la politique israélienne avaient cédé la lutte contre l’antisémitisme à la droite juive et que les critiques d’Israël ou de la politique israélienne ne devraient pas être accusés d’antisémitisme.

## Réception
Les opposants de Jewish voice for Peace soutiennent que l'organisation amplifie un point de vue souvent considéré comme marginal au sein de la communauté juive américaine, créant une plus grande tolérance envers les opinions et les déclarations considérées comme offensantes par les sionistes. L'ADL, qui critique depuis longtemps l'organisation, a soutenu que la JVP imposait injustement à Israël la responsabilité de résoudre le conflit. Le JVP s'est parfois vu refuser la participation ou l'adhésion à des événements ou espaces communautaires juifs plus larges. Bien que certains dirigeants juifs reconnaissent que la communauté est trop prompte à censurer les critiques à l'égard d'Israël, même les critiques de l'État juif au sein de la communauté sont réticents à accueillir Jewish voice for Peace dans leurs rangs. Le JVP a été critiqué pour son partenariat avec des groupes tels que Electronic Intifada, Al-Awda et le Mouvement pour les vies noires, qui ont tous qualifié le traitement des Palestiniens par Israël d'apartheid et accusé l'État de génocide,.
Jewish voice for Peace est devenu la bête noire de la "organized Jewish community in the United States", qui a largement exclu l’organisation. D’autres membres de la communauté juive ont soutenu que Jewish voice for Peace avait été injustement exclu. Selon le politologue Dov Waxman, la colère que les actions et les positions de la JVP suscitent dans de nombreux autres groupes juifs américains n'est qu'un indice d'une controverse polarisante plus large au sein de la communauté juive américaine dans son ensemble, dont les dirigeants avaient jusqu'ici réussi à exclure les désaccords internes de la sphère publique.
Depuis les années 2010, on observe un changement vers une plus grande tolérance envers Jewish voice for Peace au sein de la communauté. Certains Juifs de gauche ont salué l'organisation pour avoir donné un débouché aux jeunes Juifs qui sont plus critiques envers Israël,.
En septembre 2013, la Presbyterian Peace Fellowship a décerné son prix interconfessionnel Peaceseeker Award de l'année 2013 à JVP « pour son travail courageux en faveur de la justice et de la paix en Palestine et en Israël », soulignant que la fraternité « célèbre son travail de non-violence face à la violence ».
En 2017, la JVP a été critiqué pour avoir invité Rasmea Odeh, une ancienne membre du FPLP condamnée par les tribunaux militaires israéliens pour son rôle dans l' attentat du supermarché de Jérusalem en 1969, comme conférencière invitée lors de sa conférence biennale. Odeh a ensuite été expulsée des États-Unis après avoir plaidé coupable de fraude à l'immigration et avoir perdu sa citoyenneté américaine.
 